# Peccato originale (Dürer)
Peccato originale è un'incisione (25,2x19,4 cm) di Albrecht Dürer, firmata e datata 1504 e conservata, tra le migliori copie esistenti, nella Staatliche Kunsthalle di Karlsruhe o nel Rijksmuseum di Amsterdam.

## Descrizione e stile
Dürer era affascinato dagli studi sulla proporzione della figura umana, come testimoniato in opere come la Nemesi o l'Apollo.
Per la figura di Adamo egli fece probabilmente riferimento (come già per l'Apollo del disegno di Londra) a una riproduzione dell'Apollo del Belvedere, statua scoperta solo pochi anni prima in uno scavo presso Roma. Le figure statuarie dei progenitori, prototipi di un'umanità perfetta, sono inserite in un fitto e ombroso bosco, ricco di riferimenti simbolici, oggi piuttosto ardui da decifrare, ma all'epoca, per un erudito umanista, molto più espliciti. Ad esempio tra gli animali che abitano il Paradiso terrestre assieme alla coppia si vedono lepri, gatti, un bue e un alce, che simboleggiano i quattro temperamenti umani della teoria umorale; il camoscio sulla roccia simboleggia l'occhio di Dio che dall'alto tutto vede, e il pappagallo la lode innalzata al Creatore.
Lo stesso soggetto dei progenitori venne disegnato in un acquerello sempre del 1504, oggi alla Pierpont Morgan Library di New York, e in un dipinto al Prado del 1507. Peccato originale e Cacciata dal Paradiso terrestre sono poi tema di due delle xilografie della Piccola Passione.

Adamo ed Eva della Pierpont Morgan Library
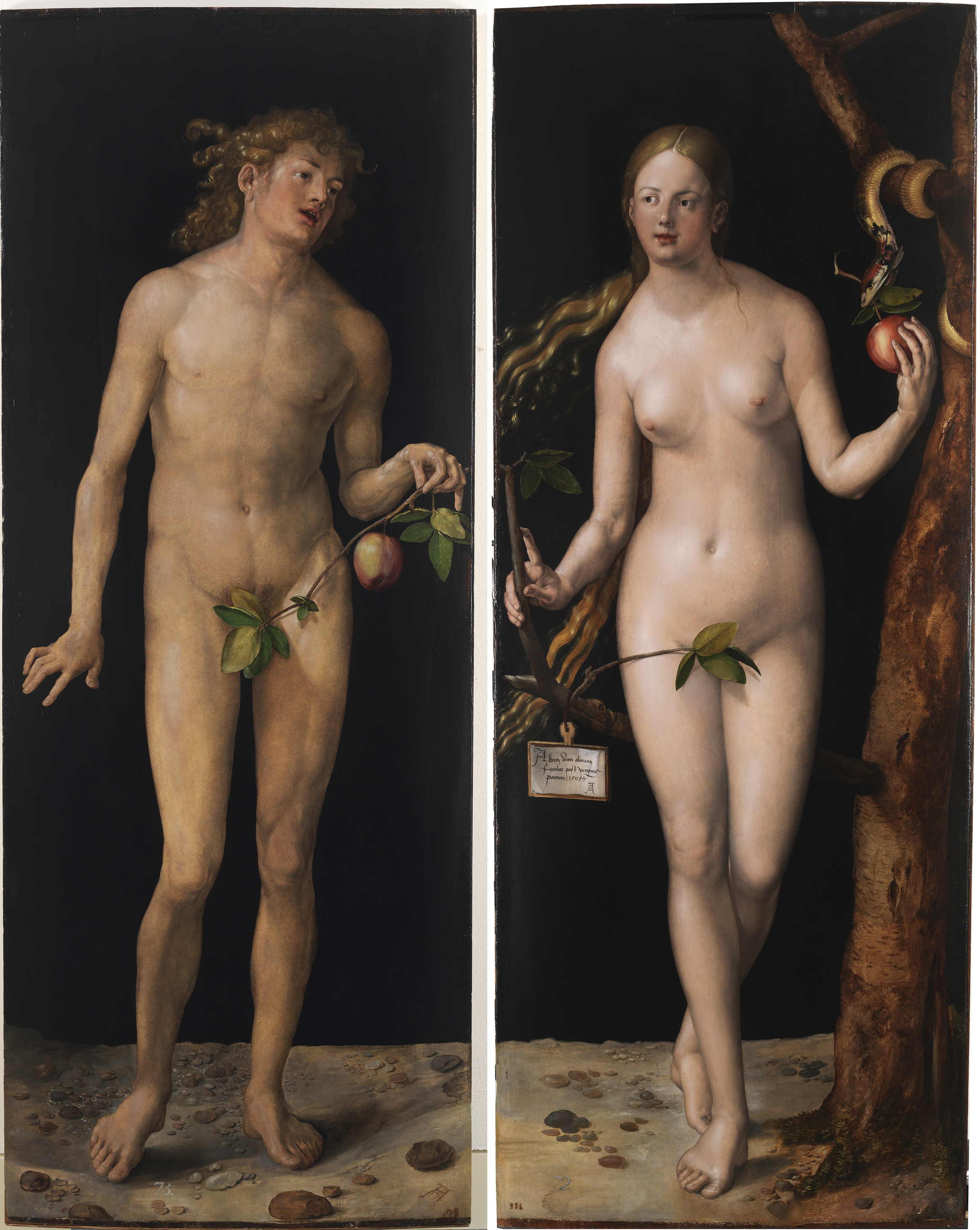
Adamo ed Eva del Prado
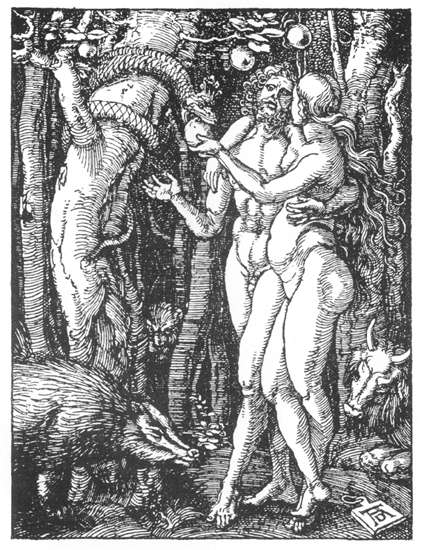
Peccato originale della Piccola Passione
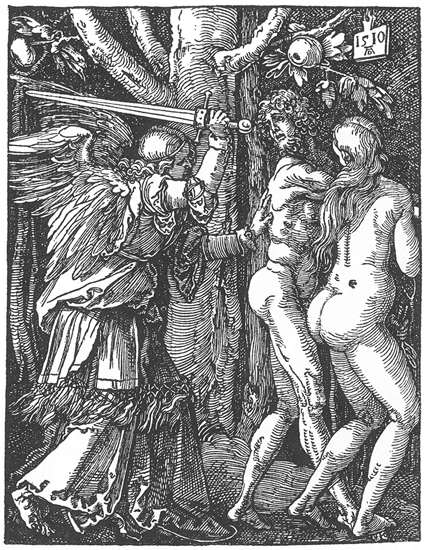
Cacciata dal Paradiso terrestre della Piccola Passione